# اکس‌فری۸۶
اکس‌فری۸۶ (به انگلیسی: XFree86) یک پیاده‌سازی از سامانه پنجره اکس است. این نرم‌افزار در اصل برای سیستم‌عامل‌های شبه یونیکس سازگار با آی‌بی‌ام نوشته شد، اما در حال حاضر برای بسیاری از سکوها و سیستم‌عامل‌های دیگر هم در دسترس است. این نرم‌افزار یک نرم‌افزار آزاد است و تحت پروانه‌ای به نام XFree86 License version 1.1 عرضه می‌شود. این برنامه توسط پروژه‌ای به نام اکس‌فری۸۶ توسعه می‌یابد و دیوید داوز رهبری تیم توسعه‌دهندگان را بر عهده دارد. نسخه فعلی آن ۴٫۸٫۰ است که در دسامبر سال ۲۰۰۸ عرضه شده است. در طی دهه ۱۹۹۰ و اوایل ۲۰۰۰، اکس‌فری۸۶ منبع بسیاری از نوآوری‌ها در اکس بود و به صورت استاندارد دوفاکتو در توسعه اکس تبدیل شده بود. تا اوایل سال ۲۰۰۴، اکثر سیستم‌عامل‌های لینوکس و بی‌اس‌دی از اکس‌فری۸۶ استفاده می‌کردند. در فوریه سال ۲۰۰۴، پروژه یک پروانه جدید را برای توسعه نرم‌افزار انتخاب کرد که این کار باعث شد بنیاد نرم‌افزارهای آزاد اعلام کند پروانه جدید با جی‌پی‌ال ناسازگار است. بسیاری از سیستم‌عامل‌های آزاد و متن‌باز پروانه جدید را غیرقابل قبول یافتند و قبل از اینکه مجوز به شکل رسمی تغییر کند، به استفاده از اکس‌فری۸۶ پایان دادند و از سرور اکس. ارگ، انشعابی از اکس‌فری۸۶ مهاجرت کردند. اولین انشعاب زوورت نام داشت، اما انشعاب دیگری که سرور اکس. ارگ نام داشت رایج و محبوب شد. بیشتر توسعه‌دهندگان اکس‌فری۸۶ هم از تیم توسعه آن جدا شده و به تیم توسعه سرور اکس. ارگ پیوستند. آخرین کامیت در درخت کد منبع اکس‌فری۸۶ در تاریخ ۱۸ می ۲۰۰۹ صورت گرفته است. (بازیابی در می ۲۰۱۳)

## استفاده
قبل از تغییر دادن پروانه، اکس‌فری۸۶ پر استفاده‌ترین سرور اکس در میان سیستم‌عامل‌ها بود تا این که در نسخه ۴٫۴٫۰ پروانه نرم‌افزار تغییر کرد و خیلی از سیستم‌عامل‌ها استفاده از این برنامه را کنار گذاشتند و امروزه به ندرت از آن استفاده می‌شود. تنها سیستم‌عاملی که هنوز هم از این برنامه استفاده می‌کند نت‌بی‌اس‌دی است که در بعضی از سکوها به صورت پیشفرض با اکس‌فری۸۶ عرضه می‌شود. هرچند که سرور اکس. ارگ هم از طریق پکیج سورس قابل نصب است.

## معماری
اکس‌فری۸۶ از کتابخانه‌هایی که برای نوشتن سرویس‌گیرنده‌های اکس استفاده می‌شوند، تشکیل می‌شود و سرور اکس هم مسئول نمایش است. کلاینتها و سرور از طریق پروتکل اکس با یکدیگر ارتباط برقرار می‌کنند که این پروتکل به آنها اجازه می‌دهد بر روی کامپیوترهای متفاوتی اجرا شوند و از طریق شبکه با یکدیگر ارتباط برقرار کنند.
سرور اکس‌فری۸۶ با هسته سیستم‌عامل ارتباط برقرار می‌کند تا بتواند دستگاه‌های ورودی/خروجی را هدایت کند. در بین دستگاه‌های ورودی خروجی، کارت گرافیک یک استثنا است و سرور اکس‌فری۸۶ مستقیماً آن را مدیریت می‌کند؛ بنابراین سرور دربرگیرنده راه‌اندازهای مربوط به تمام انواع کارت گرافیک است که یک کاربر می‌تواند داشته باشد. برخی از کارت‌های گرافیک مستقیماً توسط شرکت تولیدکننده آن پشتیبانی می‌شوند و راه‌انداز آن به صورت لکه دودویی در دسترس است.
از نسخه ۴، اکس‌فری ۸۶ به کمک افزونه‌هایی مانند دی‌آرآی و جی‌ال‌اکس از کارت گرافیک‌های با شتاب دهنده سه بعدی پشتیبانی می‌کند.
از آنجا که سرور احتیاج به دسترسی سطح پایین به کارت گرافیک دارد، در بسیاری از سکوها آن را توسط کاربر ممتاز با شماره کاربری صفر اجرا می‌کنند. با این حال در برخی از سکوها هم اجرای آن توسط کاربران عادی و غیرممتاز امکان‌پذیر است. در سیستم‌عامل‌های سازگار با استاندارد پازیکس، دایرکتوری ‎/etc/X11 حاوی فایل‌های پیکربندی سرور است. فایل پیکربندی اصلی ‎/etc/X11/XF86Config است که حاوی متغیرهایی در رابطه با صفحه نمایش، کارت گرافیک، ماوس و صفحه کلید است.